# Đua thuyền buồm tại Đại hội Thể thao Đông Nam Á 2007

Giải đua thuyền buồm tại Đại hội Thể thao Đông Nam Á 2007 diễn ra từ ngày 8 đến ngày 14 tháng 12 năm 2007 với 17 nội dung thi đấu (đua thuyền buồm (12), lướt ván buồm (5)).

## Xếp hạng theo quốc gia
| Hạng | Đoàn        | Vàng | Bạc | Đồng | Tổng |
| ---- | ----------- | ---- | --- | ---- | ---- |
| 1    | Thái Lan    | 10   | 2   | 2    | 14   |
| 2    | Singapore   | 4    | 6   | 3    | 13   |
| 3    | Malaysia    | 2    | 2   | 4    | 8    |
| 4    | Indonesia   | 1    | 2   | 1    | 4    |
| 5    | Philippines | 0    | 5   | 1    | 6    |
| 6    | Myanmar     | 0    | 0   | 2    | 2    |
| Tổng | Tổng        | 17   | 17  | 13   | 47   |

## Bảng huy chương
| Nội dung                    | Vàng | Bạc                                                                                                  | Đồng |          |
| --------------------------- | --- | --- | --- | -------- |
| Lướt ván buồm công thức     | Boonsawad Ek                                                                                                | Moreno Renerick                                                                                      | | chi tiết |
| Thuyền buồm quốc tế 420 nam | Singapore Liu Justin Yinman Cheng Feng Yuan Sherman                                                         | Philippines Villena Emerson Tayong Lester Troy                                                       | Malaysia Ku Zamil Ku Anas Djamaludin Amir Muizz                                                                | chi tiết |
| Thuyền buồm quốc tế 470 nam | Singapore Tay Jun Hao Roy Chung Pei Ming                                                                    | Philippines Balladares Ridgely Chavez Rommel                                                         | Myanmar Aung Mying Thia Sai Pyae Song Hein                                                                     | chi tiết |
| Thuyền buồm quốc tế 420 nữ  | Thái Lan Duanghathai Booncherd Angkana Poonsirikot                                                          | Singapore Choo Bei Fen Jovina Tan Li Ching Sara                                                      | Myanmar Su Sandar Wai Knin Nyo Lin                                                                             | chi tiết |
| Thuyền buồm quốc tế 470 nữ  | Singapore Liu Xiaodan Dawn Tan Li Yong Elizabeth                                                            | Malaysia Md Isa Nurul Ain Yaacop Noor Balqis                                                         | | chi tiết |
| Thuyền buồm Laser quốc tế   | Muhamad Mohd Rormzi                                                                                         | Koh Seng Leong                                                                                       | Manat Phothong                                                                                                 | chi tiết |
| Thuyền buồm Laser Radical   | Anuar Nurul Elia                                                                                            | Tam Shiu Wun Siobhan                                                                                 | Sai Chimsawat                                                                                                  | chi tiết |
| Thuyền Optimist nam (U15)   | Navee Thamsoontorn                                                                                          | Mohd Asri Mohd Nazrin Muiz                                                                           | Kan Tsung Liang Russell                                                                                        | chi tiết |
| Thuyền Optimist nữ (U15)    | Lee Qing Rachel                                                                                             | Noppakao Poonpat                                                                                     | Chew Alissa | chi tiết |
| Thuyền Optimist đồng đội    | Thái Lan Natthawut Paenyaem Jittiwa Thanawitwilat Patteera Mae-U-Samsen Navee Thamsoontorn Noppakao Poonpat | Singapore Kan Tsung Liang Russell Lee Qing Rachel Tan Yi Hao Luke Hui Min Daniella Wong Loong Darren | Malaysia Mohd Asri Mohd Nazrin Muiz Chew Alissa Mohd Afendy Khairul Nizam Mahd Afendy Kharunnisa Koh Boon Quan | chi tiết |
| Thuyền Mistral (trẻ)        | Singsart Navin                                                                                              | Mustofa                                                                                              | Choo Meng Keng Joshua                                                                                          | chi tiết |
| Thuyền Mistral (cân nặng)   | Sulaksana I Gusti Made Oka                                                                                  | Ruamsap Phanuthat                                                                                    | | chi tiết |
| Thuyền Mistral (cân nhẹ)    | Homrarurn Arun                                                                                              | Subagiasa I Gede                                                                                     | Coveta Geylord                                                                                                 | chi tiết |
| Farr Platu 25               | Thái Lan Wiwat Poonpat Veerasit Puangnak Anun Daochanterk Saichon Boontham Nattapol Srihirun                | Philippines Buitre Rafale Asejo Teodorico Magsanay Richly Mejarito Joel Francisco Mark Gil           | Singapore Tan Weizheng Justin Wong Ming Ho Justin Chong Jin Yuan Alvin Chan Jun Kun Wilbur Kwong Kin Alvin     | chi tiết |
| Super Mod                   | Sutee Poonpat                                                                                               | Lo Jun Hao                                                                                           | Hairuddin Harith Amry Nasution                                                                                 | chi tiết |
| Hobie 16                    | Thái Lan Damrongsak Vongtim Sakda Vongtim                                                                   | Singapore Low Wen Chun Chew Wei Xiang Jonathan Russel                                                | Indonesia Ario Dipo Subagio Kris Soebiyantoro                                                                  | chi tiết |
| Olympic RS:X                | Phonoppharat Natthaphong                                                                                    | Paz German                                                                                           | | chi tiết |